# راي لورانس
راي لورانس (بالإنجليزية: Ray Lawrence)‏ هو منتج أسطوانات وملحن أمريكي، ولد في 19 أغسطس 1927 في لورين في الولايات المتحدة، وتوفي في 27 أغسطس 2017.

## روابط خارجية
- راي لورانس على موقع ميوزك برينز (الإنجليزية)
- راي لورانس على موقع ديسكوغز (الإنجليزية)